# The Cloisters

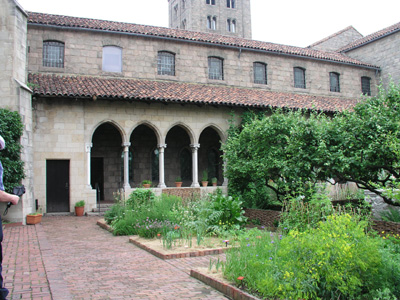
Ogród i zabudowania The Cloisters, Park Fort Tryon, Nowy Jork

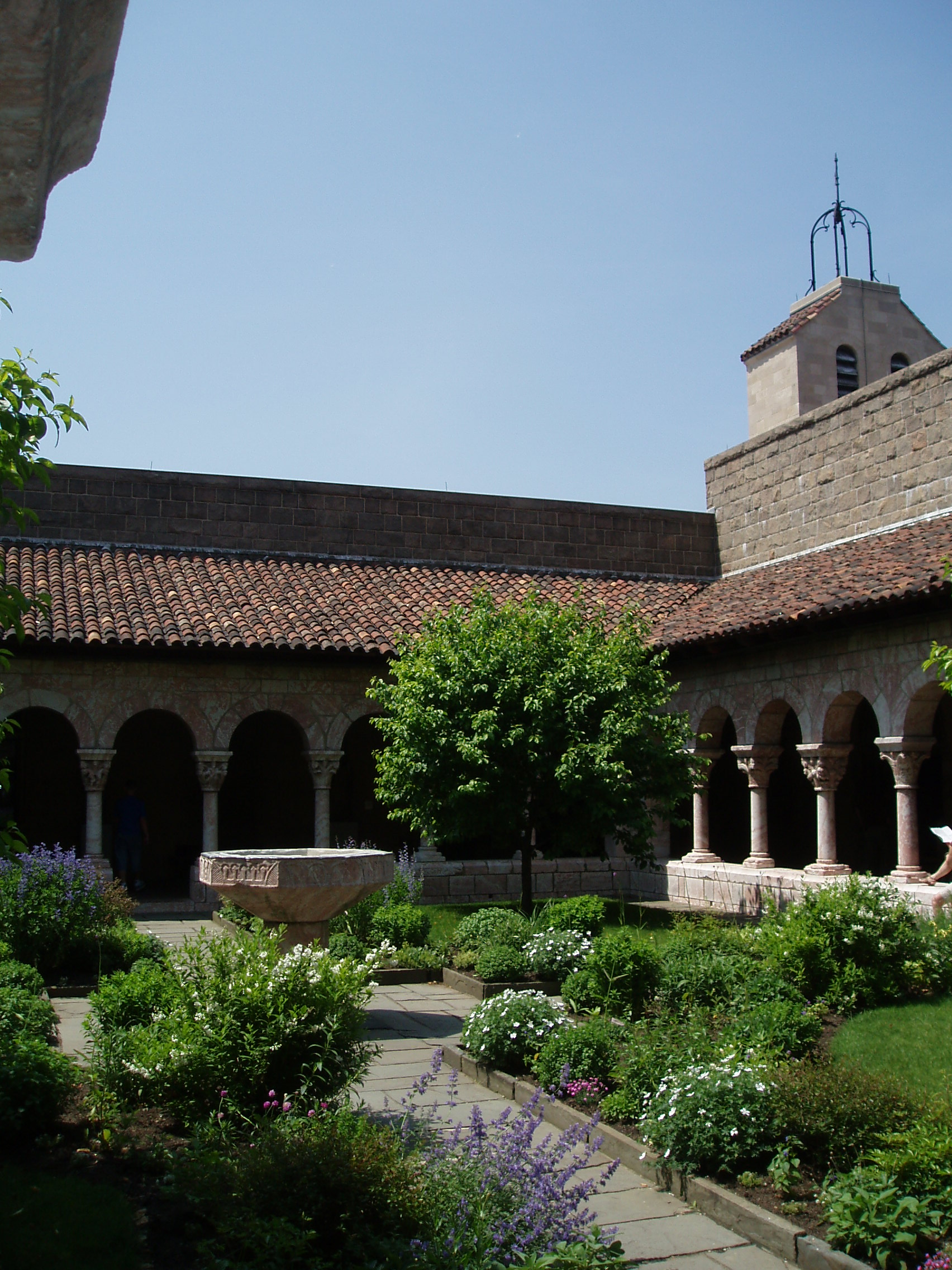
Wirydarz przeniesiony z klasztoru Saint-Michel-de-Cuxa

The Cloisters – oddział nowojorskiego Metropolitan Museum of Art. Początki zbiorów sięgają 1925 roku, kiedy to John D. Rockefeller Jr. zakupił kolekcję dzieł średniowiecznych od amerykańskiego rzeźbiarza, Georga'a Grey Barnarda, w tym fragmenty arkad czterech klasztorów  The Cloisters (ang.). Rockefeller przeniósł zbiory do swojej rezydencji na północnym Manhattanie, do położonego na najwyższym wzniesieniu całej wyspy Fortu Tryon, przebudowanego na zespół klasztorny. Pierwsza wystawa miała miejsce w 1938. Muzeum gromadzi zbiory sztuki i architektury europejskiego średniowiecza od X do XVI wieku.
W zabudowę włączono fragmenty pięciu klasztorów francuskich: Saint-Michel-de-Cuxa, Saint-Guilhem-le-Désert, Bonnefont-en-Comminges, Trie-en-Bigorre oraz Froville.

## Układ muzeum
- Sala Romanesque

W sali znajdują się cztery kamienne portale sprowadzone z Francji datowane na XII – XIII wiek, freski hiszpańskie z XII wieku oraz pochodzące z Francji i Włoch XII-wieczne rzeźby w drewnie.
- Kaplica Fuentidueña

Przeniesiona z kościoła pod wezwaniem Św. Marcina z Fuentidueña (Segowia) kamienna apsyda (wzniesiona z ok. 3 tys. kamiennych bloków) z freskiem Św. Jana z kościoła w Tredós (Lérida) oraz XII-wieczne rzeźby z Włoch, Austrii, Hiszpanii.
- Wirydarz z klasztoru Saint-Guilhem

Wirydarz z elementami kamieniarki z klasztoru Saint-Guilhem-le-Désert (Francja) pochodzący z IX – XII wieku.
- Kaplica Langon

Kaplica z fragmentami kamiennych murów kościoła Notre-Dame-du-Bourg z Langon, Akwitania, Gironde. Późny wiek XII.
- Sala kapituły Notre-Dame-de-Ponaut

Sala z benedyktyńskiego klasztoru Notre-Dame-de-Ponaut z Francji, Gaskonia, z XII wieku.
- Wirydarz z klasztoru Cuxa

Dwunastowieczny wirydarz z klasztoru benedyktyńskiego Saint-Michel-de-Cuxa, Pireneje. Na środku fontanna z klasztoru Saint-Genis-des-Fontaines. Odtworzony średniowieczny ogród przyklasztorny.
- Sala gotycka

Wczesnogotyckie rzeźby z Francji oraz rzeźba Matki Boskiej z katedry w Strasburgu. Przełom XII – XIV wieku.
- Kaplica gotycka

Rzeźbione nagrobki (Francja i Hiszpania) oraz witraże z Austrii. XII i XIV wiek.
- Sala Dziewięciu Herosów

Średniowieczne francuskie tapiserie ze scenami biblijnymi.
- Sala Tapiserii Jednorożca

Sala z tapiseriami przedstawiającymi polowanie i schwytanie Jednorożca. Tapiserie z Brukseli z ok. 1500 r.
- Sala Boppard

Piętnastowieczne witraże z Boppard, Rhein-Hunsrück, Niemcy.
- Sala Campin

Tryptyk Roberta Campin przedstawiający Zwiastowanie, 1945 r. Drewniany sufit z Hiszpanii.
- Sala późnogotycka

Ekspozycja rzeźby i fragmentów ołtarzy z Francji, Hiszpanii, Niemiec oraz Włoch.
- Wirydarz z Bonnefont

Wirydarz z elementami kamieniarki z klasztoru Cystersów z Bonnefont-en-Commindes, Comminges, Francja, wczesny XIV wiek. W ogrodzie ponad 250 roślin typowych dla ogrodów w średniowiecznych klasztorach.
- Wirydarz z klasztoru Trie

Wirydarz z karmelitańskiego klasztoru w Trie-en-Bigorre, XV wiek. W ogrodzie rośliny pokazane na tapiseriach z Jednorożcem.
- Skarbiec

Złote i srebrne precjoza, głównie liturgiczne, pochodzące od IX do XVI wieku.
- Korytarz szkła

Witraże i szklane eksponaty z obiektów sakralnych oraz przedmioty świeckie, datowane od XIV do XVI wieku, Europa Północna.